# Undecaprenil-fosfato mannosiltransferasi
La undecaprenil-fosfato mannosiltransferasi è un enzima appartenente alla classe delle transferasi, che catalizza la seguente reazione:
GDP-mannosio + undecaprenil fosfato ⇄ GDP + D-mannosil-1-fosfoundecaprenolo
L'enzima ha bisogno di fosfatidilglicerolo.